# The Showdown (album)
The Showdown è il terzo album in studio del progetto Allen/Lande, una collaborazione tra il cantante dei Symphony X, Russell Allen e Jørn Lande (ex-Masterplan). Registrato per la Frontiers Records e uscito nel 2010, è l'ultimo album scritto dal polistrumentista Magnus Karlsson.

## Tracce
1. The Showdown – 6:04
2. Judgement Day – 5:59
3. Never Again – 4:58
4. Turn All Into Gold – 4:01
5. Bloodlines – 5:06
6. Copernicus – 5:03
7. We Will Rise Again – 5:53
8. The Guardian – 4:40
9. Maya – 4:24
10. The Artist – 5:10
11. Eternity – 5:35
12. Alias (bonus track) – 4:45
13. Copernicus (acoustic) (Japanese bonus track) – 4:33

## Formazione
- Russell Allen - voce
- Jørn Lande - voce
- Magnus Karlsson - chitarra, basso, tastiere
- Jaime Salazar - batteria, percussioni